# 王璇
王璇（1445年—？），字虞用，直隸長垣縣（今河南長垣縣）人，明朝政治人物。

## 生平
成化十七年（1481年），登辛丑科第三甲第四十四名進士。歷官河南嵩縣知縣，弘治八年（1495年）三月升太僕寺丞。

## 家族
曾祖王陸；祖父王克銘；父王時佐，曾任推官。母張氏（封安人）。慈侍下。兄王玺（知府）。